# Polymethacrylmethylimid
Polymethacrylmethylimid (Kurzzeichen PMMI) ist ein  thermoplastischer Kunststoff. Dabei handelt es sich um teilweise imidierte  Methacrylpolymerisate wie z. B. PMMA. Die allgemeine Summenformel ist [(C9H13NO2)n(C5H8O2)m]. Durch die Imidierung steigen der E-Modul, die Viskosität, der Brechungsindex und die Wasseraufnahme. Auf den Markt gebracht wurde PMMI Anfang der 1990er Jahre von den Unternehmen Rohm & Haas in den USA unter der Bezeichnung Kamax®  und in Europa von Röhm unter der Bezeichnung Pleximid®.

## Geschichte
Bereits 1959 erhielt Röhm ein Patent für den Stickstoffeinbau in das PMMA-Molekül, das zur Entwicklung von Polymethacrylimid (Handelsname Rohacell®) führte. Auf Grund der höheren Wasseraufnahme gegenüber PMMA, blieb die Bedeutung aber gering. Da aber die höhere Glastemperatur das Wechselspiel der Spannungen bei Wasseraufnahme und -abgabe ausgleicht, führt dieses Wechselspiel nicht zu einem vorzeitigen Bauteilversagen.
Anfang der 1990er Jahre wurde dann Pleximid in Europa auf den Markt gebracht und ihm gute Chancen eingeräumt zu einem bedeutenderen Produkt, insbesondere in der Automobil- und Leuchtenindustrie zu werden.

## Herstellung
PMMI wird durch Umsetzung von PMMA mit Methylamin  in Dispersion oder der Schmelze in einem Reaktor erhalten, wobei Methanol als Nebenprodukt entsteht. Dabei bilden sich an den „Seitenarmen“ des PMMA-Makromoleküls Imidringstrukturen, die das Makromolekül versteifen. Der Umsetzungsgrad kann gezielt eingestellt werden, so dass für den jeweiligen Anwendungszweck maßgeschneiderte Formmassen erhalten werden.

## Eigenschaften

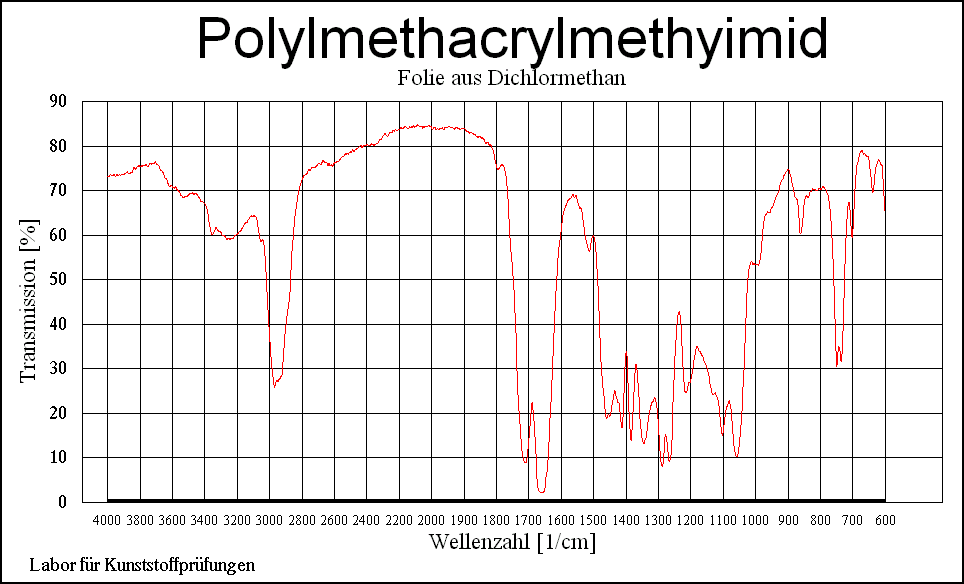
Infrarotspektrum von PMMI

PMMI ist ein amorpher, glasklarer Kunststoff. Die Lichtdurchlässigkeit bei 3 mm Dicke beträgt ca. 90 %. Der Brechungsindex steigt mit dem Imidgehalt linear an, ebenso der E-Modul. Auch die Wärmeformbeständigkeit und die Wasseraufnahme nehmen mit dem Imidgehalt zu. Die Zähigkeit und Witterungsbeständigkeit ist vergleichbar mit konventionellem PMMA, die Spannungsrissbeständigkeit gegenüber Aromaten und Benzin besser als bei PMMA, kritisch sind kurzkettige aliphatische Kohlenwasserstoffe.

## Verarbeitung
Die Verarbeitung erfolgt im Spritzgießverfahren, Masse- und Werkzeugtemperatur müssen ca. 40 °C höher gewählt werden als bei der PMMA-Verarbeitung, da das sperrigere PMMI-Molekül die Schmelzviskosität erhöht.

## Verwendung
PMMI ist insbesondere für Anwendungen interessant, bei dem es auf Transparenz und Wärmeformbeständigkeit ankommt, z. B. Leuchtenabdeckungen und Lichtleiter. Es kann mit anderen Kunststoffen wie PC, PVC, PA, SAN und thermoplastischen Polyestern legiert und mit Glas- oder Kohlenstofffasern verstärkt werden.

## Handelsnamen
- PLEXIMID® von Röhm
- Kamax® von Rohm & Haas